# Colorado State University

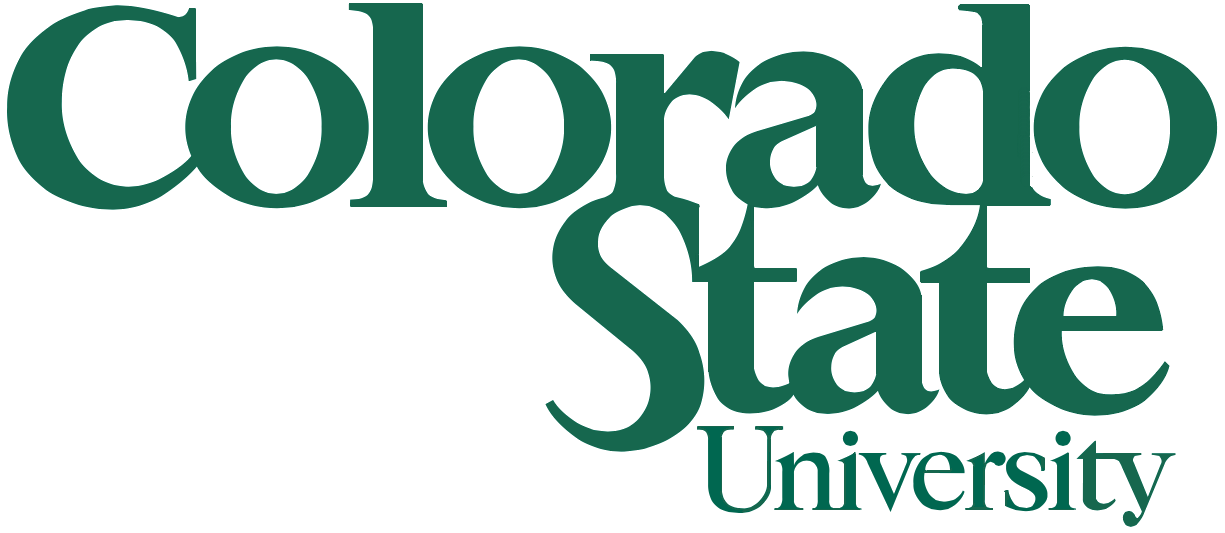
logo

De Colorado State University (afgekort CSU) is een universiteit in de Amerikaanse staat Colorado. Ze werd onder de naam Colorado Agricultural College in 1870 gesticht in Fort Collins, in het toenmalige territorium Colorado, zes jaar voordat Colorado de status van staat verkreeg. De huidige naam dateert uit 1957.
In totaal zijn er 24.700 studenten en 1.450 wetenschappelijk stafmedewerkers. Met alle personeel tezamen (meer dan 6.000) is CSU de grootste werkgever van Fort Collins.

## Onderwijs

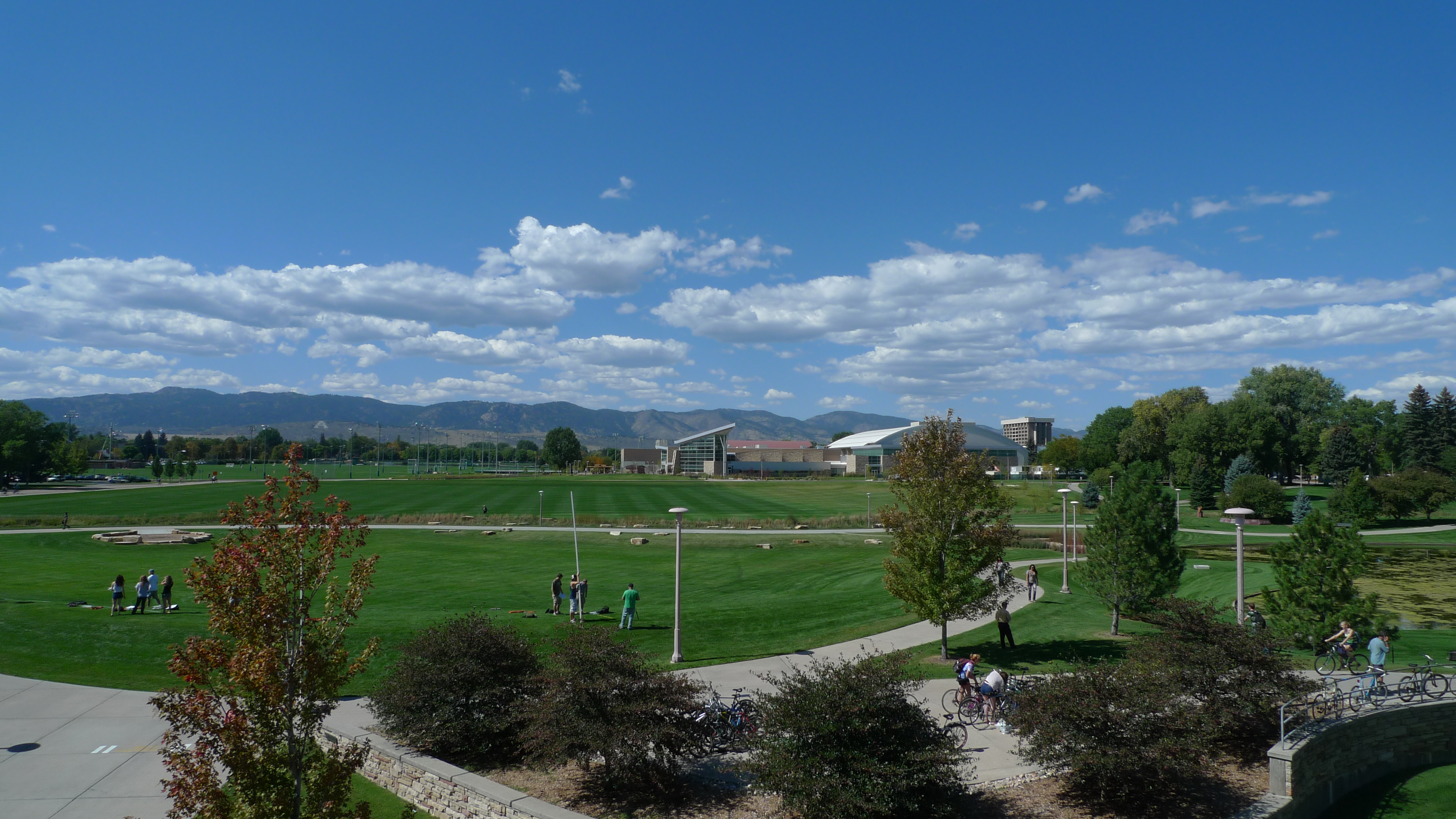
de campus

CSU biedt onderdak aan de volgende colleges:
- College of Agricultural Sciences
- College of Applied Human Sciences
- College of Business
- College of Engineering
- College of Liberal Arts
- College of Natural Sciences
- College of Veterinary Medicine and Biomedical Sciences
- Warner College of Natural Resources